# Wormed
Wormed ist eine spanische Technical-Death-Metal- und Brutal-Death-Metal-Band aus Madrid.

## Geschichte
Die Band wurde im Jahr 1998 gegründet. Im Jahr 2003 erschien das Debütalbum Planisphaerium über Macabre Mementos Records. Mit einem Auftritt auf dem NRW Deathfest am 16. September 2005 begann die Band eine Europatournee zusammen mit der US-Band Malignancy und der deutschen Band Despondency. In den Jahren 2007 und 2012 spielte die Band auf dem Death Feast Open Air bzw. dem Extremefest. Erst im Jahr 2013 erschien das zweite Album Exodromos, das in den USA bei Willowtip Records und in Europa über Hammerheart Records veröffentlicht wurde. Das Album wurde im September 2012 in den Sadman Studios in Madrid aufgenommen und von Mika Jussila im November in den Finnvox Studios in Helsinki gemastert. 2014 gab das Label Season of Mist, bei dem die Band mittlerweile unter Vertrag war, die Arbeiten zum dritten Album bekannt.

## Stil
Laut Alex Franquelli von angrymetalguy.com spielt die Band eine Mischung aus Brutal- und Technical-Death-Metal, vergleichbar mit der Musik von Cryptopsy und Suffocation. Das Album habe ein Science-Fiction-Thema und spiele man das Lied Techkinox Wormhole etwa langsamer ab, so käme ein Vergleich zu Voivod nahe. Somit sei die Gruppe weniger mit Grindcore-Bands oder anderen Technical-Death-Metal-Bands wie Nile vergleichbar.

## Diskografie
- 1999: Floating Cadaver in the Monochrome (Demo, Eigenveröffentlichung)
- 2001: Voxel Mitosis (Demo, Eigenveröffentlichung)
- 2003: Planisphærium (Album, Macabre Mementos Records)
- 2004: Get Drunk or Die Trying: Premature Burial Tour Vol.1 (Split mit Goratory und Vomit Remnants, Premature Burial Records)
- 2010: Quasineutrality (Single, Pathologically Explicit Recordings)
- 2013: Exodromos (Album, Willowtip Records (USA)/Hammerheart Records (Europa))
- 2016: Krighsu (Album, Season of Mist)